# میگل لایون
میگل آرتورو لایون پرادو (اسپانیایی: Miguel Arturo Layún Prado‎؛ زادهٔ ۲۵ ژوئن ۱۹۸۸) بازیکن فوتبال اهل مکزیک است.
وی همچنین در تیم ملی فوتبال مکزیک بازی کرده‌است.